# Ronde van Lombardije 1990
De Ronde van Lombardije 1990 was de 84e editie van deze eendaagse Italiaanse wielerwedstrijd die werd verreden op zaterdag 20 oktober 1990. Het parcours leidde van Monza naar Monza en ging over een afstand van 246 kilometer. 
De wedstrijd werd gewonnen door de Fransman Gilles Delion die in 1989 nog als tweede was geëindigd. Het was de eerste grote overwinning van de 24-jarige Delion die in de eindsprint zijn ploegmakker Pascal Richard te snel af was.

## Uitslag
| Ronde van Lombardije 1990 |                    |                      |           |
| Plaats                    | Naam               | Ploeg                | Tijd      |
| Winnaar                   | Gilles Delion      | Helvetia-La Suisse   | 6u11'45"  |
| 2                         | Pascal Richard     | Helvetia-La Suisse   | z.t.      |
| 3                         | Charly Mottet      | R.M.O.-Mavic-Liberia | z.t.      |
| 4                         | Robert Millar      | Z                    | z.t.      |
| 5                         | Federico Echave    | CLAS-Cajastur        | z.t.      |
| 6                         | Claude Criquielion | Lotto-Super Club-MBK | + 3' 35"  |
| 7                         | Leonardo Sierra    | Selle Italia-Eurocar | z.t.      |
| 8                         | Marino Lejarreta   | ONCE                 | + 3' 38"  |
| 9                         | Thomas Wegmüller   | Weinmann-SMM Uster   | + 3' 56"  |
| 10                        | Sean Kelly         | PDM-Ultima-Concorde  | + 4' 06"  |
|                           |                    |                      |           |
| 32                        | Adrie van der Poel | Weinmann-SMM Uster   | + 13' 32" |

1905 · 1906 · 1907 · 1908 · 1909 · 1910 · 1911 · 1912 · 1913 · 1914 · 1915 · 1916 · 1917 · 1918 · 1919 · 1920 · 1921 · 1922 · 1923 · 1924 · 1925 · 1926 · 1927 · 1928 · 1929 · 1930 · 1931 · 1932 · 1933 · 1934 · 1935 · 1936 · 1937 · 1938 · 1939 · 1940 · 1941 · 1942 · 1943 · 1944 · 1945 · 1946 · 1947 · 1948 · 1949 · 1950 · 1951 · 1952 · 1953 · 1954 · 1955 · 1956 · 1957 · 1958 · 1959 · 1960 · 1961 · 1962 · 1963 · 1964 · 1965 · 1966 · 1967 · 1968 · 1969 · 1970 · 1971 · 1972 · 1973 · 1974 · 1975 · 1976 · 1977 · 1978 · 1979 · 1980 · 1981 · 1982 · 1983 · 1984 · 1985 · 1986 · 1987 · 1988 · 1989 · 1990 · 1991 · 1992 · 1993 · 1994 · 1995 · 1996 · 1997 · 1998 · 1999 · 2000 · 2001 · 2002 · 2003 · 2004 · 2005 · 2006 · 2007 · 2008 · 2009 · 2010 · 2011 · 2012 · 2013 · 2014 · 2015 · 2016 · 2017 · 2018 · 2019 · 2020 · 2021 · 2022 · 2023 · 2024 · 2025